# コレジオ・ミリタール

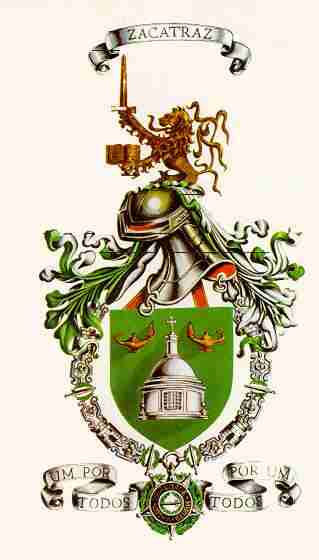
コレジオ・ミリタール校章

コレジオ・ミリタール（Colegio Militar）は、ポルトガルのリスボンにある中等軍事学校。1803年、ナポレオンによるポルトガル侵攻の際、アントニオ・テイシェイラ・ラベロ将軍によって創立された。

## 概要
当初の設立目的はフランス軍と戦うため国外に配置された将校の子息の保護と教育だった。フランスとの戦争後も現在までそれは続いている。この学校はポルトガル、そしてヨーロッパの古い学校のひとつであり、ポルトガルの権威ある軍事機関のひとつでもある。これまでにコレジオ・ミリタールは数多の体制転換、革命、そして戦争を通じて数千の若者に軍事教育を与えてきた。彼らは10歳でここへ入学し、大学か士官学校へ進む。

## 教育
ここでは、独特の教育方法が行われる。年長の生徒は格付けされて年下の生徒を管理することを課せられる。それが、しばしば一生を通じて続くほどの厳しい絆を保つ生徒の部隊に、多くの古く豊かな伝統を刻みつけるのである。教育は軍や民間出身の様々な教官によって行われる。カリキュラムにはフェンシングや乗馬、体操競技、射撃などを含む高度な運動要素がある。

## 出身者
卒業生の多くは、19世紀中頃以来のポルトガル社会の発展に影響を及ぼしてきた。例えば共和政期の5人の大統領（マヌエル・ゴメス・ダ・コスタ、アントニオ・オスカル・カルモナ、クラヴェイロ・ロペス、アントニオ・デ・スピノラ、コスタ・ゴメス）や、卓越した軍人であるモライス・サルメント、オスカル・モンテイロ・トレス、作家のマヌエル・ピニェイロ・シャガス、ジュリオ・ダンタス、探検家セルパ・ピント、エンリケ・カルヴァーリョ、芸術家、音楽家、俳優ではトマス・アルカイデ、ラウル・デ・カルヴァーリョ、アルトゥール・セメド、ラウル・フェラン、ルイス・エスパルテイロ、政治家にはアントニオ・セルジオ、ウンベルト・デルガド、ティト・モライスなどが挙げられる。現在までに実に約1万5000人の生徒がコレジオ・ミリタールを卒業している。

## その他
この学校の記念日は、リスボンのリベルダーデ大通りを3月3日に下るパレードで有名である。
コレジオ・ミリタールの大きな成功にあやかろうと、ブラジルではポルトガルの協力のもと、リオデジャネイロ、クリティバ、サルバドル、マナウス、ブラジリアなどで12の軍事学校が作られた。